# Archäologische Gesellschaft Odessa
Die Archäologische Gesellschaft Odessa  (ukrainisch Одеське археологічне товариство) ist eine ukrainische wissenschaftliche Gesellschaft.
Gegründet wurde die Gesellschaft 1959 in Odessa als institutionelle Erweiterung des Archäologischen Museums von Odessa, an dem sie auch ihren Sitz hat. Sie steht in der Nachfolge der 1922 aufgelösten Kaiserlichen Odessaer Gesellschaft für Geschichte und Altertümer (Одеське товариство історії і старожитностей).
Zweck der Gesellschaft ist das Studium, die Bewahrung und Förderung archäologischer Denkmäler und anderer Altertümer in der südlichen Ukraine, insbesondere in der nördlichen Schwarzmeerregion. Hierzu zählen die archäologische Feldforschung, die Organisation von Schutzmaßnahmen an archäologischen Stätten, die Publikation von Neufunden und die Förderung des öffentlichen Interesses am kulturellen Erbe der Ukraine. Die Gesellschaft veranstaltet Tagungen und Vorträge und veröffentlicht wissenschaftliche Monographien und Sammelwerke zu archäologischen Themen.
Die Gesellschaft, die auch Bulgaren, Deutsche, Polen und Rumänen zu ihren Mitgliedern zählt, hatte nach ihrer Gründung zunächst mehr als 150, 1966 bereits 366 Mitglieder. Zuletzt waren es rund 500 Mitglieder, unter ihnen sowohl Fachwissenschaftler als auch archäologische Amateure.